# Гол (хоккей с шайбой)

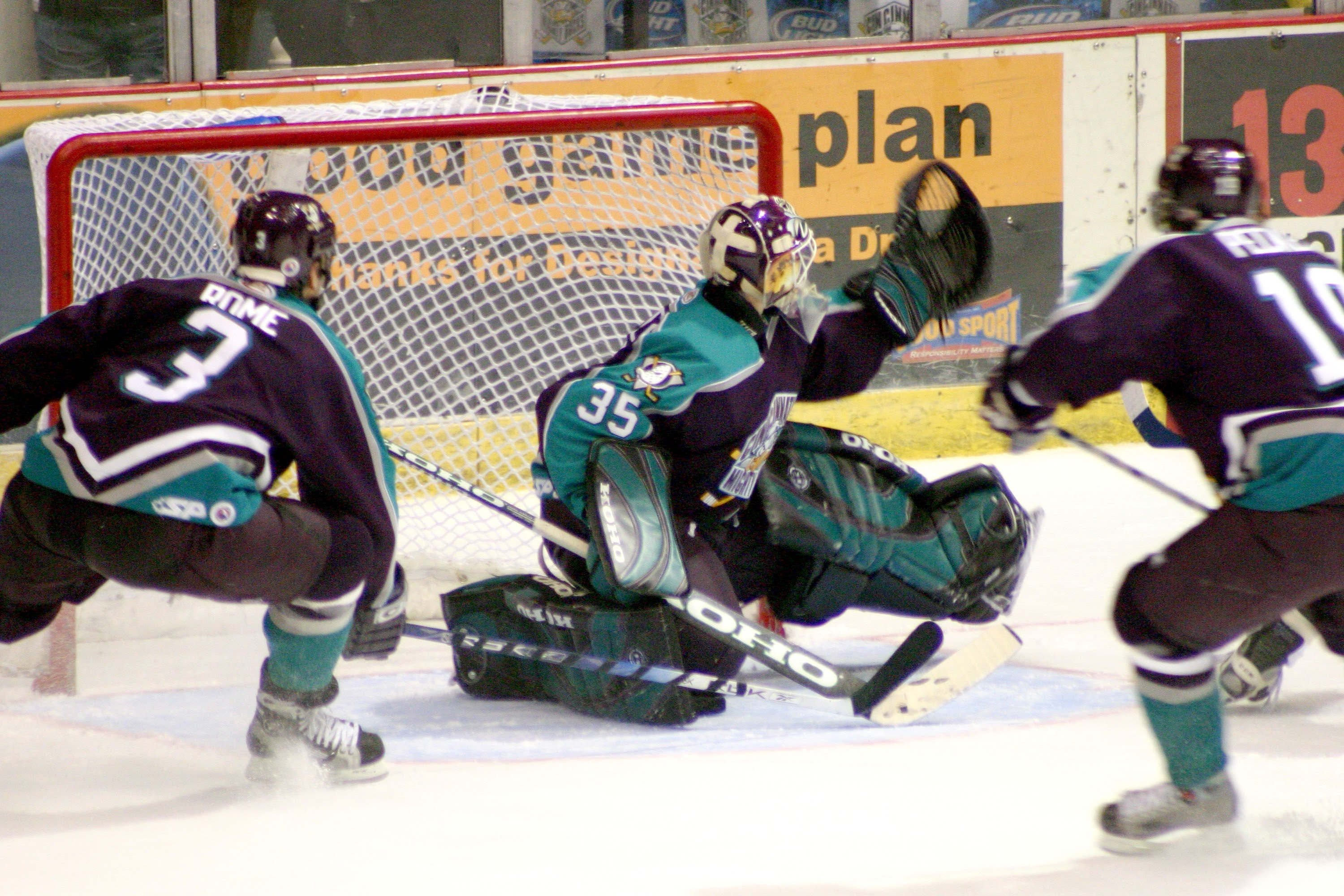
Шайба в воротах

Обычно в хоккее с шайбой взятие ворот (гол) засчитывается в том случае, если шайба полностью пересекла линию ворот между штангами и под перекладиной, и при этом была забита по правилам. В хоккее выигрывает команда, забившая больше голов в ворота соперника. В некоторых (редких) ситуациях при нарушении правил обороняющейся командой гол может быть засчитан без пересечения шайбой линии ворот.

## Определение взятия ворот
По правилам гол должен быть засчитан, если шайба введена в пространство, ограниченное перекладиной и стойками ворот, и при этом полностью пересекла линию ворот, в том числе и в следующих случаях:
- Шайба заброшена любым способом в собственные ворота.
- Если шайба после удара по ней клюшкой игрока атакующей команды отскочила в ворота, задев при этом любую часть тела (или конёк) товарища по команде.
- Если игрок попал в площадь ворот в результате физического контакта с любым игроком защищающейся команды и, по мнению судьи, не имел достаточно времени, чтобы покинуть её.
- Если игрок атакующей команды в момент взятия находился в площади ворот, но, по мнению судьи, не мешал вратарю.

Гол засчитывается автоматически, если объявляется буллит, а у обороняющейся (оштрафованной) команды в этот момент на площадке отсутствует вратарь: в таком случае защищать ворота некому, и буллит не разыгрывается.
Взятие ворот засчитывается, если при броске нападающего игрок обороняющейся команды случайно или умышленно сдвигает свои ворота и является очевидным, что шайба неминуемо попала бы в ворота, если бы они не были сдвинуты.
Взятие ворот засчитывается, если при выполнении штрафного броска вратарь кидает в нападающего клюшкой или другим предметом, сдвигает ворота (умышленно или случайно) или снимает шлем, препятствуя нормальному исполнению нападающим штрафного броска.

## Отмена взятия ворот
Гол должен быть отменён в следующих случаях:
- Если игрок атакующей команды умышленно бьёт по шайбе ногой (или коньком), рукой, или шайба оказывается в воротах каким-либо другим способом, кроме как от клюшки атакующего игрока, даже в случае, если шайба после этого отскочила от другого игрока, вратаря или судьи.

- По правилам ИИХФ не засчитывается шайба, залетевшая в ворота команды, которая имела преимущество в виде отложенного штрафа.

- Если в момент взятия ворот игрок атакующей команды находился в площади ворот или держал там свою клюшку. Это правило действует только в том случае, если игрок или его клюшка попали в площадь ворот до того, как там оказалась шайба.

- Если ворота были сдвинуты до того, как шайба пересекла линию ворот.

- Если шайба залетела в ворота от судьи.[2]

## Видеопросмотр
По правилам хоккея с шайбой видеопросмотр может быть назначен только в случае, если есть сомнения в правильности взятия ворот. В любых других случаях, связанных с другими нарушениями правил, видеопросмотр не проводится.
Видеопросмотр может быть осуществлен по просьбе капитана любой команды, а также по просьбе главного судьи. Осуществляется видеопросмотр либо специальным судьёй для видеопросмотра, либо непосредственно главным судьёй.
В случае, если в момент спорного эпизода время игры не было остановлено и видеопросмотр состоялся только через некоторое время, то, если судья принимает решение засчитать гол, время игры должно быть возвращено ко времени, когда был забит гол.

## Статистика
Игрок, забивший гол (а также игрок или игроки, сделавшие ему передачу (пас)), заносятся в протокол матча. На основании этого протокола ведется статистика лучших снайперов хоккейных турниров. Кроме этого, по забитым голам может вестись учет других статистических данных. Например, таких как:
- Победные голы — в игре забрасывается шайба, которая превосходит общее число заброшенных по сравнению с командой-соперником (например, одна из команд выигрывает со счетом 5 – 2), игрок, забросивший третью шайбу, считается автором победного гола; в серии послематчевых бросков — только решающая шайба в серии (например, если одна из команд выигрывает серию со счетом 2 – 0), игрок, забросивший первую, считается автором победного гола).
- Ничейные голы — голы, после которых команда сравнивала счет и после этого в игре ни одна из команд голов не забивала.
- Хет-трики — засчитывается игроку, забившему три гола в одном матче.
- Покер — четыре гола одного игрока в одном матче.
- Голы в большинстве — голы, забитые и пропущенные в численном большинстве.
- Голы в меньшинстве — голы, забитые и пропущенные в численном меньшинстве.
- Голы, забитые в овертайме — взятие ворот в дополнительное время.
- Голы, забитые со штрафного броска — взятие ворот после буллита.

По окончании турнира по результатам статистики лучшие игроки и команды отмечаются специальными призами. В Чемпионате России для самых результативных команд и игроков учреждены следующие призы:
- Приз Всеволода Боброва — команде, забившей больше всего голов в чемпионате.
- Приз самому результативному игроку — вручается игроку, набравшему наибольшее количество очков по системе «гол+пас».
- Приз «Три бомбардира» — самой результативной тройке нападения чемпионата.
- Приз «Самому результативному защитнику» — самому результативному защитнику.
- Приз «Рыцарю атаки» — игроку, чаще всего забивавшему три и более шайб в одном матче в ворота соперника.
- Приз «Секунда» — вручается игроку, забившему самый быстрый гол в матче чемпионата.
- Приз «Лучшему снайперу» — игроку, забившему наибольшее количество шайб в матчах чемпионата.